# Windows Messenger
O Windows Messenger foi um mensageiro instantâneo que permitia comunicação em tempo real com outros contatos que utilizem serviços de mensagens instantâneas, incluindo os que são fornecidos pelo Session Initiation Protocol (SIP) oferecido pelo Microsoft Office Live Communications Server. O Windows Messenger também fornece ligação ao serviço Microsoft .NET Messenger e ao Exchange 2000 Server Instant Messaging Service. 
Vinha incluído na versão XP e 2003 do Microsoft Windows e foi substituído oficialmente pelo Windows Live Messenger (versão resultante da fusão entre Windows Messenger e MSN Messenger) – mais completo – no Windows Vista. Em abril de 2013, o Windows Live Messenger foi substituído pelo Skype.

## Histórico de versões
Windows Messenger 4.x:
- A versão 4.0 (versão inicial, junto com o Windows XP);
  - Imediatamente após o lançamento do Windows XP, o Windows Messenger foi atualizado para a versão 4.5;
- Versão 4.5 (outubro de 2001);
- Versão 4.6;
- Versão 4.7.

Windows Messenger 5.x:
- Versão 5.0;
- Versão 5.1.0639 (data de lançamento: 1 de dezembro de 2004);
- Versão 5.1.0639 (re-release data: 24 de março de 2005);
- Versão 5.1.0680 (data de lançamento: 13 de maio de 2005);
- Versão 5.1.0700 (data de lançamento: 16 de setembro de 2005);
- Versão 5.1.0706 (data de lançamento: 4 de junho de 2007);
- Versão 5.1.0715 (data de lançamento: 12 de agosto de 2008).

## Requisitos do sistema
Os sistemas operativos suportados são:
- Windows 2000 Service Pack 4;
- Windows Server 2003;
- Windows XP Service Pack 1 e 2;
- Windows XP Tablet PC Edition.

Obs.: Apesar de o Windows Vista vir com o Windows Live Messenger, o Windows Messenger funciona no sistema, a partir do Service Pack 1.

## Atualidade
Embora a Microsoft tenha descontinuado o serviço, é possível conectar ao serviço Skype usando a versão 4.7 que vem pré instalada com Windows XP.